# Bernard Dussaut
Pour les articles homonymes, voir Dussaut.
Bernard Dussaut est un homme politique français, membre du Parti socialiste, né le 14 novembre 1941. 
Ancien artisan, il devient sénateur de Gironde de 1989 à 2008.

## Carrière politique
Sa mère est adjointe au maire de Monségur. Bernard lui succède au Conseil municipal lors des élections de 1965. À la suite du décès accidentel du socialiste Robert-Étienne Servant, maire de Monségur et conseiller général du canton de Monségur, Bernard Dussaut devient maire et entre au Conseil général de la Gironde. 
Il est président du Comité départemental du tourisme de la Gironde. Président de la Fédération nationale des Pays d'accueil touristiques depuis 1999. Au Conseil général, il est délégué aux relations avec les collectivités territoriales.
Il est élu sénateur de la Gironde en 1989 et réélu en 1998. Il ne se représente pas en 2008.

## Mandats
- Sénateur de Gironde de 1989 à 2008.
- Maire de Monségur de 1978 à 2008.
- Conseiller général du canton de Monségur et premier vice-président de 1975 à 2015.